# Chris Leben
Chris Leben, właśc. Christian Leben (ur. 21 lipca 1980 w Portlandzie) – amerykański zawodnik mieszanych sztuk walki (MMA), były mistrz World Extreme Cagefighting w wadze średniej z 2004. Wieloletni zawodnik Ultimate Fighting Championship.

## Kariera MMA
W MMA zadebiutował 9 listopada 2002. W latach 2003–2004, zdobywał tytuły mistrzowskie organizacji Gladiator Challenge, SportFight oraz World Extreme Cagefighting w kategorii średniej (do 84 kg). Uzyskawszy bilans 10 zwycięstw i tylko jednej porażki, w 2005 wziął udział w pierwszej edycji reality show The Ultimate Fighter, ostatecznie dochodząc do półfinału. Mimo odpadnięcia z programu, otrzymał angaż do Ultimate Fighting Championship. W UFC zadebiutował 9 kwietnia 2005, na finałowej gali TUF'a. Leben zwyciężył wtedy z Jasonem Thackerem przez techniczny nokaut w 1. rundzie.
Od debiutu w UFC zanotował serię czterech zwycięstw, pokonując m.in. Patricka Côté oraz Jorge Riverę. Świetna passa zakończyła się 28 czerwca 2006, w starciu z Brazylijczykiem Andersonem Silvą, który znokautował Lebena w 49 sekundzie, 1. rundy.
W latach 2006–2009, uzyskał bilans 3-4. Wszystkie wygrane pojedynki kończył przez ciężkie nokauty. W ten sposób pokonywał Jorge Santiago, Terry’ego Martina oraz Alessia Sakarę, za każdym razem otrzymując bonus finansowy od organizacji za nokaut wieczoru. W tym czasie dał się poznać kibicom jako zawodnik posiadający dużą odporność na ciosy, który nie stroni od wymian bokserskich i narzuca presję rywalom.
Po przegranej walce na punkty z Michaelem Bispingiem, w październiku 2008, został zawieszony na dziewięć miesięcy, z powodu wykrycia w jego organizmie substancji dopingującej (stanozolol). W 2010 stoczył trzy pojedynki, wszystkie wygrane, zwyciężając m.in. utytułowanego judokę i grapplera Yoshihiro Akiyamę, którego sensacyjnie poddał duszeniem trójkątnym nogami.
W następnym roku, toczył ciężkie walki z innymi stójkowiczami – Brianem Stannem (przegrana przez TKO), Wanderleiem Silvą (wygrana przez KO) oraz Markiem Muñozem (przegrana przez TKO). Po walce z Muñozem, ponownie został zawieszony przez komisję sportową, za środki dopingujące w organizmie lecz tym razem na rok, za recydywę. Po odbyciu karencji, nie zdołał wygrać żadnego z trzech stoczonych pojedynków. Po przegranej z Uriah Hallem, w grudniu 2013, zapowiedział zakończenie kariery zawodniczej.

## Osiągnięcia
Zawodowe MMA:
- 2003: Mistrz Gladiator Challenge w wadze średniej
- 2004: Mistrz World Extreme Cagefighting w wadze średniej
- 2004: Mistrz SportFight w wadze średniej
- 2005: The Ultimate Fighter – półfinalista programu
- 2010: Sherdog.com – Powrót Roku[8]

Amatorskie MMA:
- 2002: Mistrz UFCF w wadze średniej
- 2003: Mistrz FCFF w wadze średniej

## Życie prywatne
We wrześniu 2015, został skazany na 4 miesiące pozbawienia wolności, w związku z posiadaniem nielegalnie broni, aktu wandalizmu oraz zignorowania zakazu zbliżania się do swojej byłej żony. Według prokuratury, Leben wtargnął do domu swojej byłej żony z naładowaną bronią w ręku. Na początku 2016, poinformował o związaniu się z Bellator MMA, lecz w marcu tego samego roku, zrezygnował z oferowanego mu kontraktu, z powodów zdrowotnych (zniekształcona lewa komora serca).